# Niello (artist)
Niklas Grahn känd under namnet Niello, född 21 oktober 1987 i Malmö Sankt Johannes församling, Malmöhus län, är en svensk hiphopartist och rappare. Niello deltog i Melodifestivalen 2022 tillsammans med Lisa Ajax i deltävling 2 där de framförde låten "Tror du att jag bryr mig", som åkte ut med en sistaplacering.

## Biografi
Niello har hållit på med rapp sedan han var 14 år och är uppvuxen i Lindängen och Åkarp. Han var tidigare med i duon Stockholm Boogie. 2013 släppte Niello singlarna "Svett" och "Legenden".

## Diskografi

### Singlar
| År   | Titel                           | Album |
| ---- | ------------------------------- | ----- |
| 2013 | "Svett"                         | —     |
| 2013 | "Legenden" (feat. Phantomen)    | —     |
| 2014 | "Arlanda" (feat. Truls)"Ikaros" | —     |